# Giovanni Giacomo Panciroli
Ne pas confondre avec Guido Panciroli.
Giovanni Giacomo Panciroli (né en 1587 à Rome, alors capitale des États pontificaux, et mort dans la même ville le 3 septembre 1651 est un cardinal italien du XVIIe siècle.

## Biographie
Giovanni Giacomo Panciroli est auditeur à la Rote romaine en 1632. Il est élu patriarche titulaire de Constantinople en 1641 et est nonce extraordinaire en Espagne en 1642.
Il est élevé à la pourpre cardinalice par le pape Urbain VIII, lors du consistoire tenu le 13 juillet 1643.
Il est nommé cardinal secrétaire d'État du Saint-Siège en septembre 1644, après l'accession d'Innocent X au trône de saint Pierre.
Il occupe cette charge jusqu'à sa mort, survenue le 3 septembre 1651, après laquelle il est remplacé dans ses fonctions par le cardinal Fabio Chigi, qui deviendra lui-même pape, en 1657, sous le nom d'Alexandre VII, après la mort du pape Innocent X.

## Succession apostolique
Giovanni Giacomo Panciroli a ordonné les évêques suivants :
- Évêque Roberto Fontana (1645)
- Évêque Gregorio Coppino (en), O.S.B. (1645)
- Évêque Giovanni Battista Buonaccorsi (1645)
- Évêque Andrea Massa (it) (1645)
- Évêque Giovanni Antonio Lupi (it) (1645)
- Archevêque Cristoforo Segni (es) (1646)
- Évêque Masseo Vitali (it), O.F.M. (1646)
- Évêque Alessandro Tassi (1646)
- Archevêque Scipione Costaguti (1649)
- Évêque Francesco Biglia (en) (1649)
- Archevêque Domenico de Marini (it) (1649)
- Évêque Girolamo Corio (en) (1650)
- Cardinal Francesco Nerli (1650)
- Évêque Domenico Blanditi (en) (1650)
- Évêque Tommaso Lolli (en), C.R.M. (1650)
- Évêque Giovanni Gerini (1650)